# Hoplodrina hilaris
Hoplodrina hilaris là một loài bướm đêm trong họ Noctuidae.